# Hydrovatus diabolicus
Hydrovatus diabolicus là một loài bọ cánh cứng trong họ Bọ nước. Loài này được Biström & Larson miêu tả khoa học năm 1995.